# Colin Firth
Colin Andrew Firth (født 10. september 1960) er en Oscarbelønnet engelsk film-, fjernsyns- og teaterskuespiller. Han blev først kendt i Storbritannien, da han medvirkede i fjernsynsversionen af Stolthed og fordom fra 1995, hvor han spiller Mr. Darcy. Han opnåede international anerkendelser efter at han medvirkede i Bridget Jones' dagbog og efterfølgeren Bridget Jones - På randen af fornuft, hvor han spillede over for Renée Zellweger og Hugh Grant. 

## Opvækst
Firth blev født i Grayshott i Hampshire i Storbritannien som søn af Shirley Jean og David Norman Lewis Firth. Firth har en søster, Kate og en yngre bror, Jonathan, der også er skuespiller. Begge Firths forældre blev født i Indien, fordi hans mormor og morfar og hans farfar lavede missionært arbejde der. Firths navn bliver udtalt meget lig det angelsaksiske ord, collenferhð, der betyder stolthed. Firth tilbragte det første stykke tid af sin skolegang i Niger, hvor hans far underviste. Han og hans familie boede i St. Louis, Missouri da han var 11 år gammel. Han gik senere på Montgomery of Alamein Secondary School, en statsskole i Winchester i Hampshire, og så på Barton Peveril College i Eastleigh i Hampshire. Hans skuespillertræning begyndte i Drama Centre i North London.

## Karriere
I 1983 spillede Firth Guy Bennett i det prisvindende teaterfortolkning af Another Country.     
Den første film han medvirkede i, i 1984 var Another Country, og siden har han medvirket i yderligere 50 projekter.
Ud over film har han også spillet meget teater, bl.a. Hamlet.
Under indspilningen af Bridget Jones 1 & 2 havde Colin og Hugh Grant behov for at kritisere hinanden; sige at den anden ikke kunne spille skuespil, var tyk eller slog som en pige (Det var selvfølgelig bare for sjov!).
Colin Firth blev gift med Livia Giuggioli d. 21. juni 1997 og parret har fået to drenge: Luca (født marts 2001 i Rom) og Matteo (født august 2003). Colin har også en søn, Will, som er født i 1990. Wills mor er Meg Tilly, som Colin Firth blev kæreste med under optagelserne til Valmont i 1989.
Colin Firth har to gange mistet sin filmkone til en af de to Fiennes brødre; til Ralph Fiennes i The English Patient (1996) og til Joseph Fiennes i Shakespeare In Love (1998).
Colin Firth vandt i 2011 en Oscar for bedste mandlige hovedrolle i filmen The King's Speech.

## Privatliv

### Familie
Colin Firth er søn af David (1934)  og Shirley Firth (1936). Han har desuden to søskende; søsteren Kate og broren Jonathan (født d. 6. april 1967, i Essex, England). Jonathan er ligesom sin bror skuespiller. Colin tilbragte noget af sin barndom i Nigeria, fordi hans far underviste der. Han boede i St. Louis da han var 11 år.
Han har tre børn; William (1990) med Meg Tilly og Luca (2001) og Mateo (2003) med Livia Giuggioli. 

### Forhold
Dannede par med Meg Tilly, som han mødte under indspilningen af Valmont i 1989. De dannede par fra 1989 til 1994 og Meg Tilly er mor til Colins søn, Will. 

Dannede par med Jennifer Ehle, som han mødte under indspilningen af Stolthed og fordom i 1995. 
Colin Firth blev gift med Livia Giuggioli i 1997.

## Udvalgt filmografi
- Another Country (1984)
- Tumbledown (1989)
- Valmont (1989)
- Pride And Prejudice (tv-serie, 1995)
- Den engelske patient (1996)
- Shakespeare In Love (1998)
- Bridget Jones' dagbog (2001)
- What a Girl Wants (2003)
- Girl With A Pearl Earring (2003)
- Hope Springs (2003)
- Love Actually (2003)
- Bridget Jones - På randen af fornuft (2004)
- Nanny McPhee (2005)
- The Last Legion (2007)
- And When Did You Last See Your Father? (2007)
- Mamma Mia! The Movie (2008)
- A Single Man (2009)
- Dorian Gray (2009)
- Easy Virtue (2009)
- Disney's A Christmas Carol (2009)
- Kongens store tale (2010)
- Devil's Knot (2013)
- Kingsman: The Secret Service (2014)
- Bridget Jones' Baby (2016)
- Mary Poppins vender tilbage (2018)
- Kursk (2018)
- 1917 (2019)